# Roccella (liquen)
Roccella és un gènere liquenitzat de fongs dins la família Roccellaceae.

## Algunes espècies
- Roccella decipiens
- Roccella fuciformis
- Roccella phycopsis
- Roccella tinctoria